# Solandra (ryba)
Solandra, wahoo, wacha (Acanthocybium solandri) – gatunek morskiej ryby z rodziny makrelowatych (Scombridae). Jedyny przedstawiciel rodzaju Acanthocybium.

## Zasięg występowania
Ciepłe wody oceaniczne: Hawaje, Maskareny, Madagaskar. Spotykany na Karaibach i w Morzu Śródziemnym. 

## Charakterystyka
Dorasta do 2,5 metra długości i ponad 80 kg masy ciała.

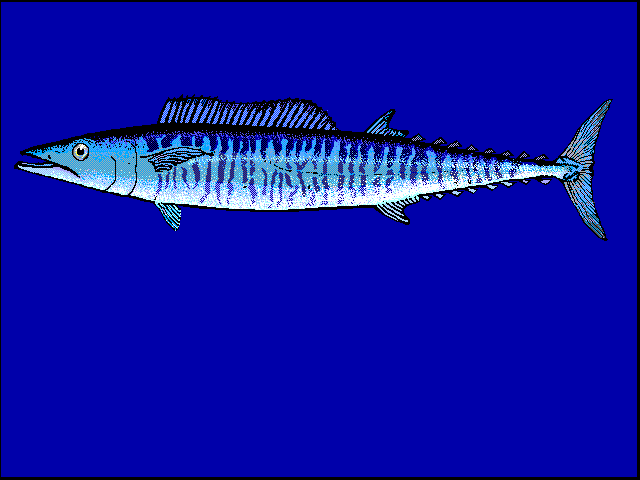
Acanthocybium solandri

## Znaczenie gospodarcze
Ryba ceniona w wędkarstwie sportowym z uwagi na szybkość pływania jak i siłę w walce o przetrwanie.